# Lilium candidum
Espèce
Classification phylogénétique

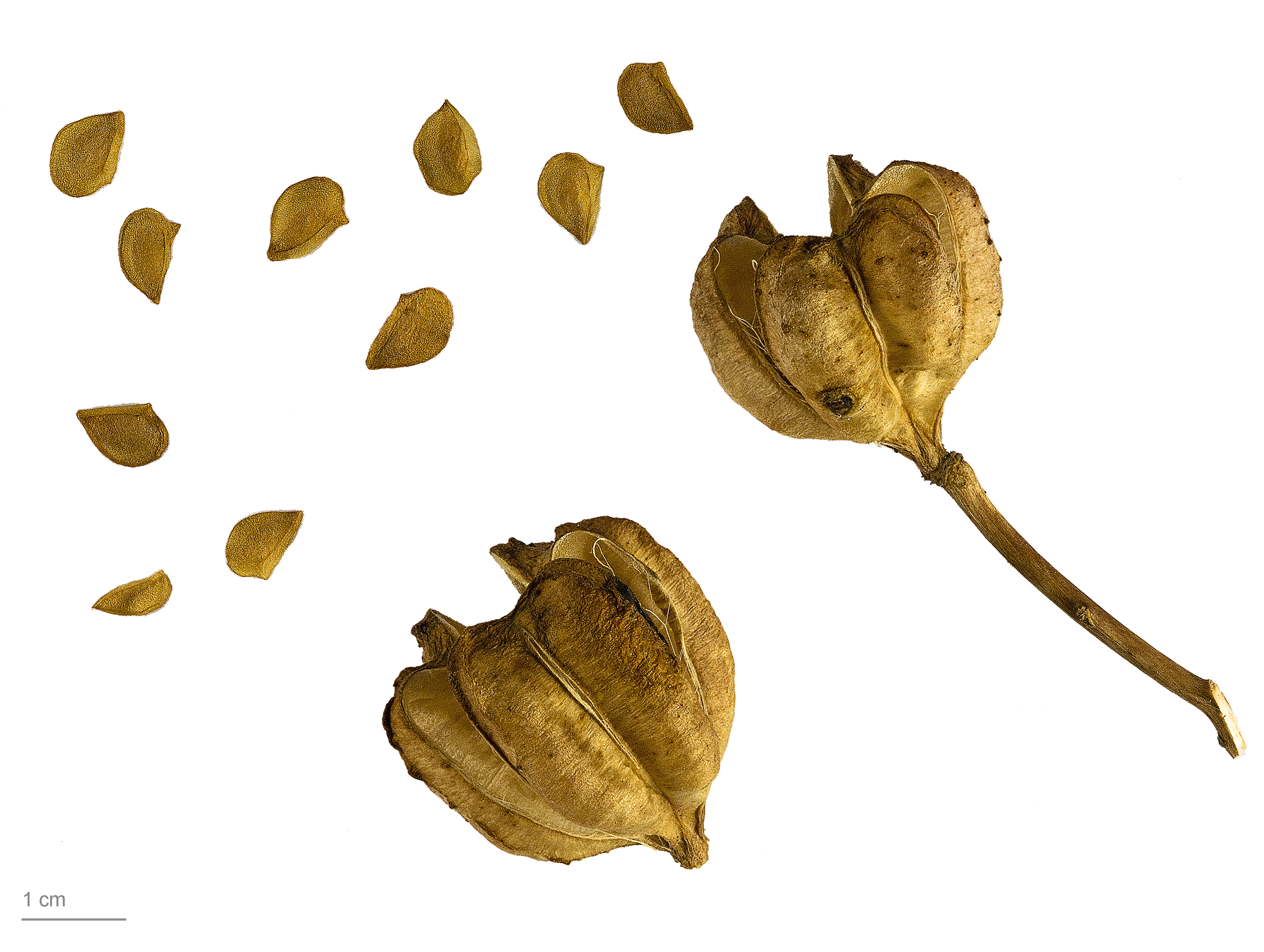
Lilium candidum - Muséum d'histoire naturelle de Toulouse.

Lilium candidum est une espèce de plante herbacée de la famille des liliacées appelé le lis blanc ou lys de la Madone.
Il fut le symbole floral du Québec de 1963 à 1999.

## Histoire
Il est cité au Moyen Âge dans le capitulaire De Villis, une liste des plantes recommandées à la culture dans les jardins de monastères sous Charlemagne.
Jadis, le lis blanc était considéré comme une plante magique de l'amour aphrodisiaque. Pour rompre un charme d'amour, l'oignon devait être porté autour du cou après intervention d'un astrologue.

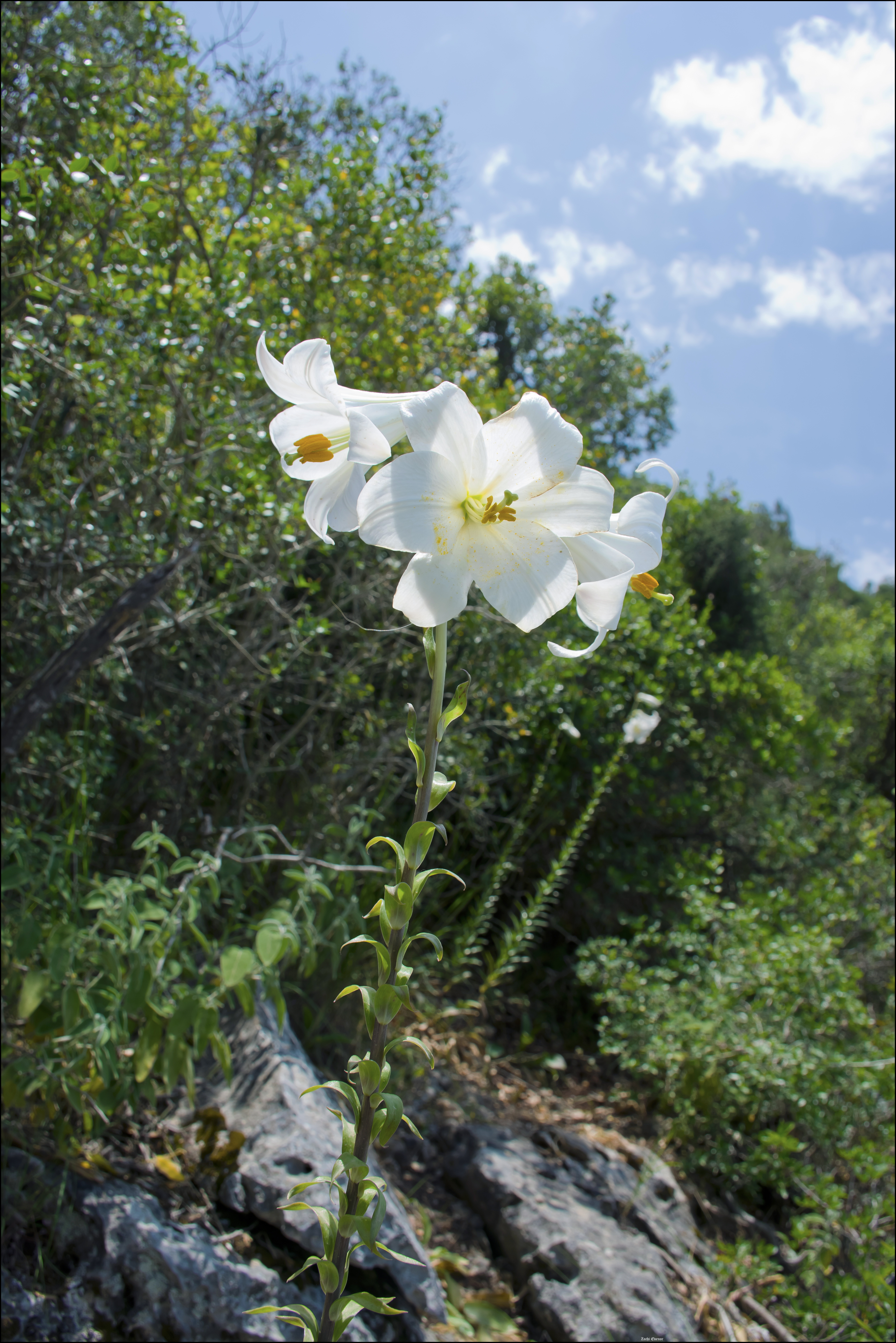
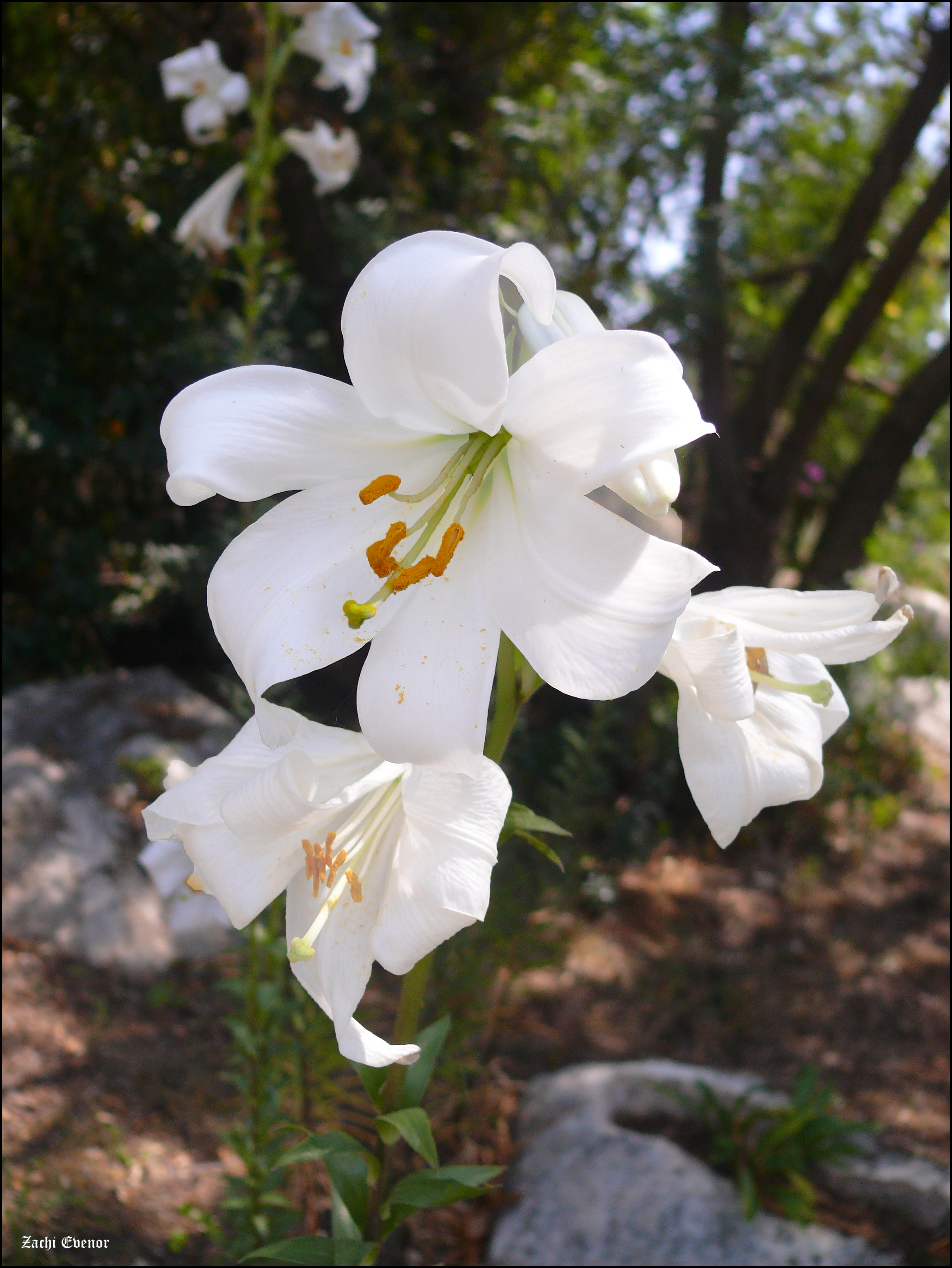
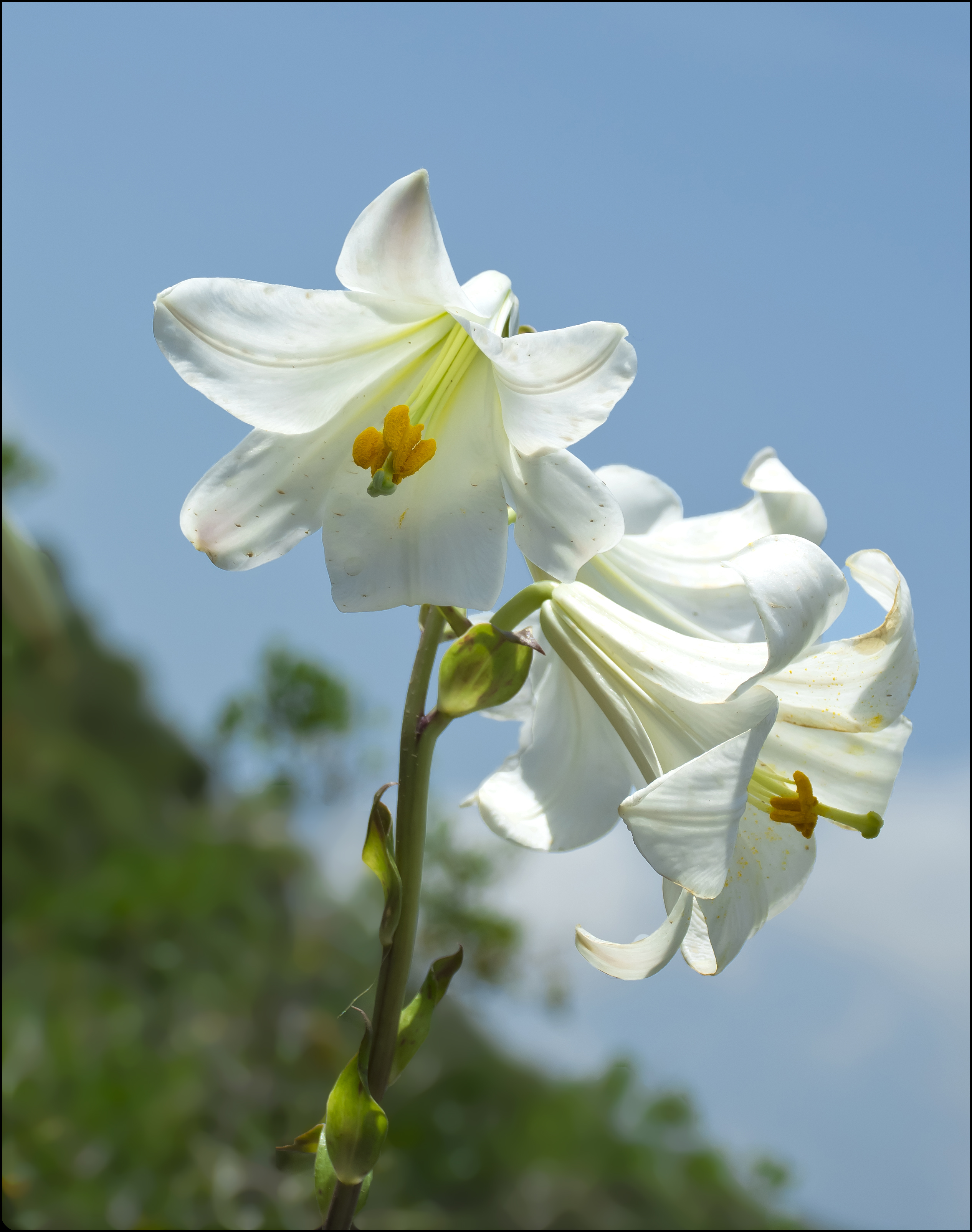